# 山本輝之
山本 輝之（やまもと てるゆき、1954年2月21日 - ）は、日本の法学者。専門は刑法。名古屋大学法科大学院教授、明治学院大学法学部教授、成城大学法学部教授を経て、同名誉教授。元学校法人成城学園理事、神奈川大学非常勤講師。

## 人物
上智大学では町野朔の指導を受ける。現在は主に、違法論、医療と刑法、没収・追徴について研究している。2016年には厚生労働省の相模原障害者施設殺傷事件検証チームで座長を務め、北里大学東病院や相模原市の犯人への支援が不十分だったとの答申をとりまとめた。

## 学歴
- 1977年上智大学法学部法律学科卒業[4]
- 1980年上智大学大学院法学研究科博士課程前期課程修了
- 1983年上智大学大学院法学研究科博士課程後期課程単位取得退学[4]

## 来歴
- 1983年上智大学法学部法律学科助手[4]
- 1984年帝京大学法学部講師[4]
- 1985年帝京大学法学部専任講師[4]
- 1991年帝京大学法学部助教授
- 2003年名古屋大学大学院法学研究科教授[4]
- 2004年名古屋大学大学院法学研究科研究科実務法曹養成専攻教授[4]
- 2007年明治学院大学法学部法律学科教授[4]
- 2011年成城大学法学部教授
- 2024年成城大学法学部名誉教授[5]

## 社会的活動
- 厚生労働省医道審議会委員
- 都立松沢病院外部評価委員
- 国立病院機構東尾張病院外部評価委員
- 公益財団法人神経研究所評議員
- 東邦大学医学部ハラスメント委員会外部委員

## 著書

### 共編著
- 内田文昭・山本輝之編著『みぢかな刑法総論』（不磨書房、2004年）
- 町野朔・丸山雅夫・山本輝之編著『ロースクール 刑法総論』（信山社、2004年）
- 町野朔・丸山雅夫・山本輝之編著『ロースクール 刑法各論』（信山社、2004年）
- 町野朔・中谷陽二・山本輝之編著『触法精神障害者の処遇』（信山社、増補版、2006年）
- 内田文昭・福山道義・林美月子・山火正則・吉田敏雄・山本輝之編著『二訂 刑法判例大系 各論』（八千代出版、2006年）
- 町野朔・丸山雅夫・山本輝之編著『プロセス演習 刑法』（信山社、2009年）
- 中谷陽二・丸山雅夫・山本輝之編著『精神科医療と法』（弘文堂、2008年）
- 町野朔・長井圓・山本輝之編著『臓器移植法改正の論点』（信山社、2004年）

### 共著
- 山本輝之・島伸一・只木誠・高山佳奈子・大島良子共著『たのしい刑法』（弘文堂、第2版、2008年）
- 町野朔・西村秀二・山本輝之・秋葉悦子・丸山雅夫・安村勉・清水一成・臼木豊共著『安楽死・尊厳死・終末医療―資料・生命倫理と法II』（信山社、1997年）
- 町野朔・山本輝之・山口厚・林幹人・林美月子・臼木豊・今井猛嘉・清水一成・丸山雅夫・安村勉他8名共著『現代社会における没収・追徴』（信山社、1996年）

### 論文
- 「クローン技術、ヒト胚に関する規制のあり方」名古屋大学法政論集206号（2005年）
- 「文書偽造罪（上）」法学教室301号（2005年）
- 「文書偽造罪（下）」法学教室302号（2005年）
- 「『強制』処遇をめぐって―移送手続とその問題点」こころの科学132号（2007年）
- 「処遇の申立てと審判手続」　司法精神医学第5巻司法精神医療（中山書店、2006年）
- 「正当防衛における防衛の意思」刑法の争点（2007年）
- 「背任罪における事務処理者の意義」刑法の争点（2007年）
- 「心神喪失者等医療観察法における強制処遇の正当化根拠と『医療の必要性』について－最高裁平成19年7月25日決定を契機として」中谷・丸山・山本・五十嵐・柑本編精神科医療と法（弘文堂、2008年）

### 判例解説
- 「家人による在宅患者の人工呼吸器の取外し」医事法判例百選（2006年）
- 「避難行為の相当性」刑法判例百選Ⅰ総論（第6版）（2008年）
- 「死者の占有」刑法判例百選Ⅱ各論（第6版）（2008年）